# 亚里·普伊科宁
亚里·普伊科宁（芬蘭語：Jari Puikkonen，1959年6月25日—），芬兰男子跳台滑雪运动员。他曾代表芬兰参加1980年、1984年和1988年冬季奥林匹克运动会跳台滑雪比赛，共获得一枚金牌和二枚铜牌。